# Szmocsevo
Szmocsevo egy falu Nyugat-Bulgáriában, Rila önkormányzat közigazgatási területén, Kjusztendil megyében .

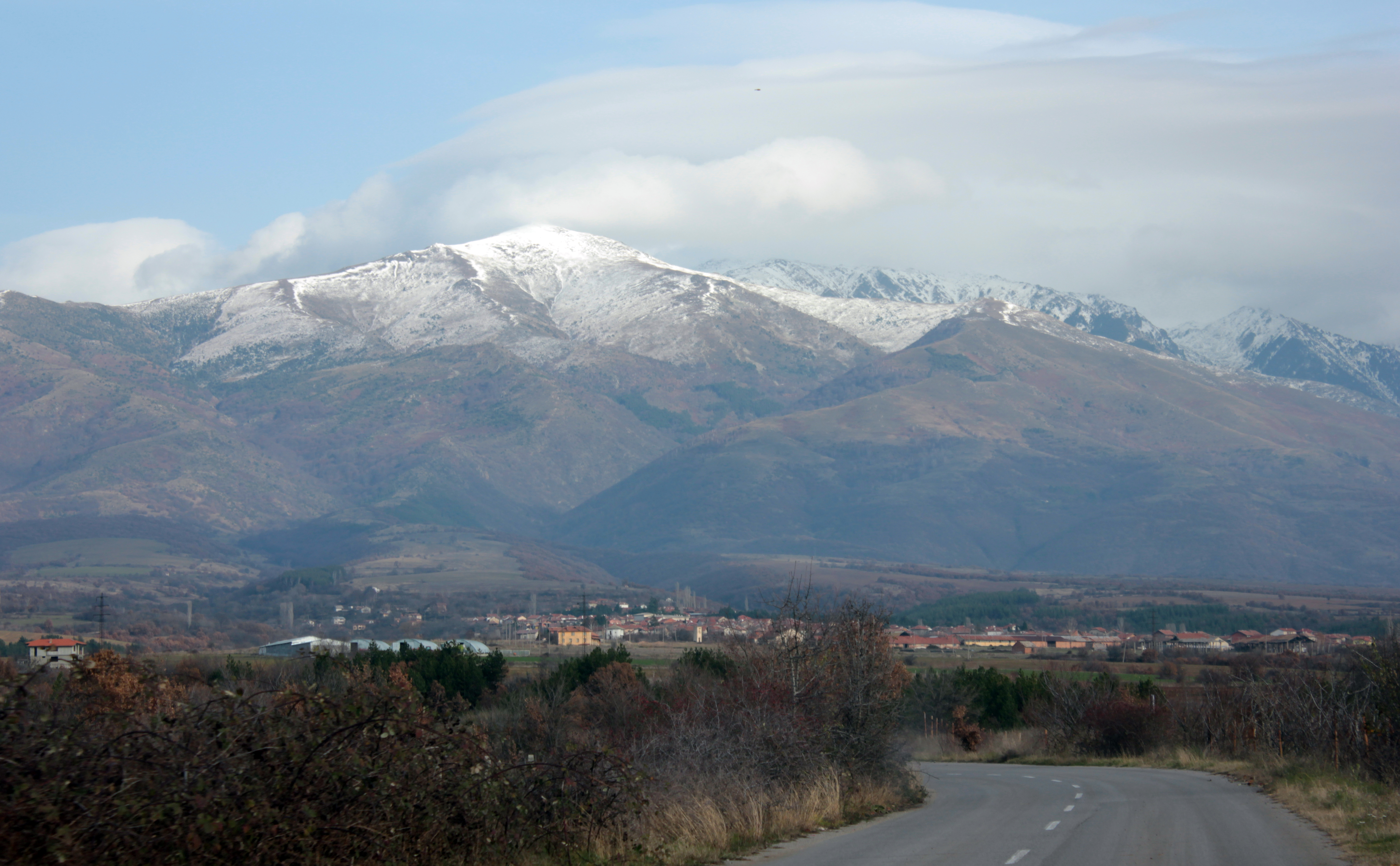
Szmocsevo környéke

## Földrajz
Szmocsevo hegyvidéki területen található. Éghajlata átmeneti-kontinentális. A falu körülbelül 86 kilométerre található Szófiától, körülbelül 48 kilométerre Kjusztendiltől, körülbelül 26 kilométerre Dupnicától és körülbelül 5 kilométerre Rilától .

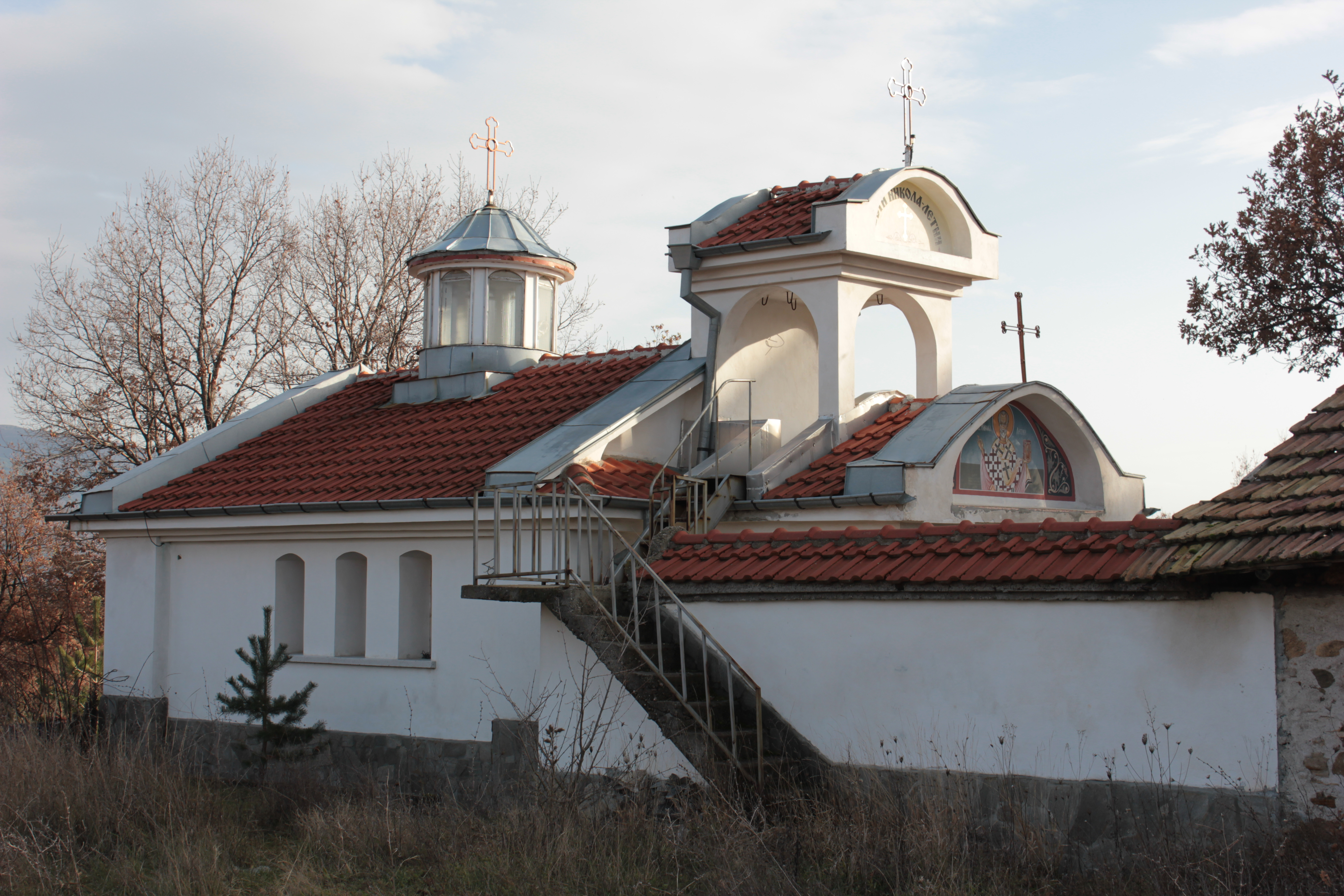
A Szent Miklós-kápolna Szmocsevóban.
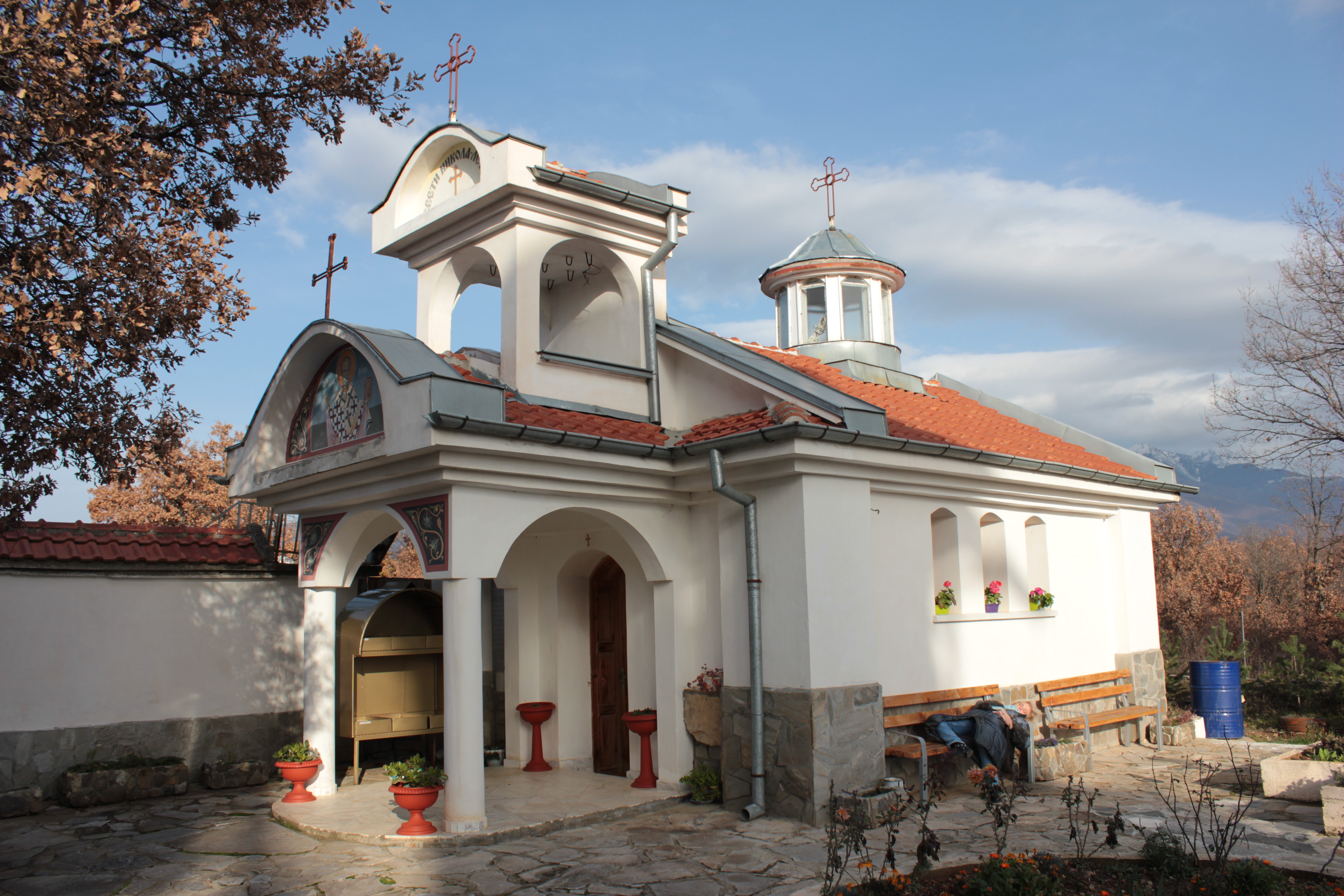
A kápolna udvara.
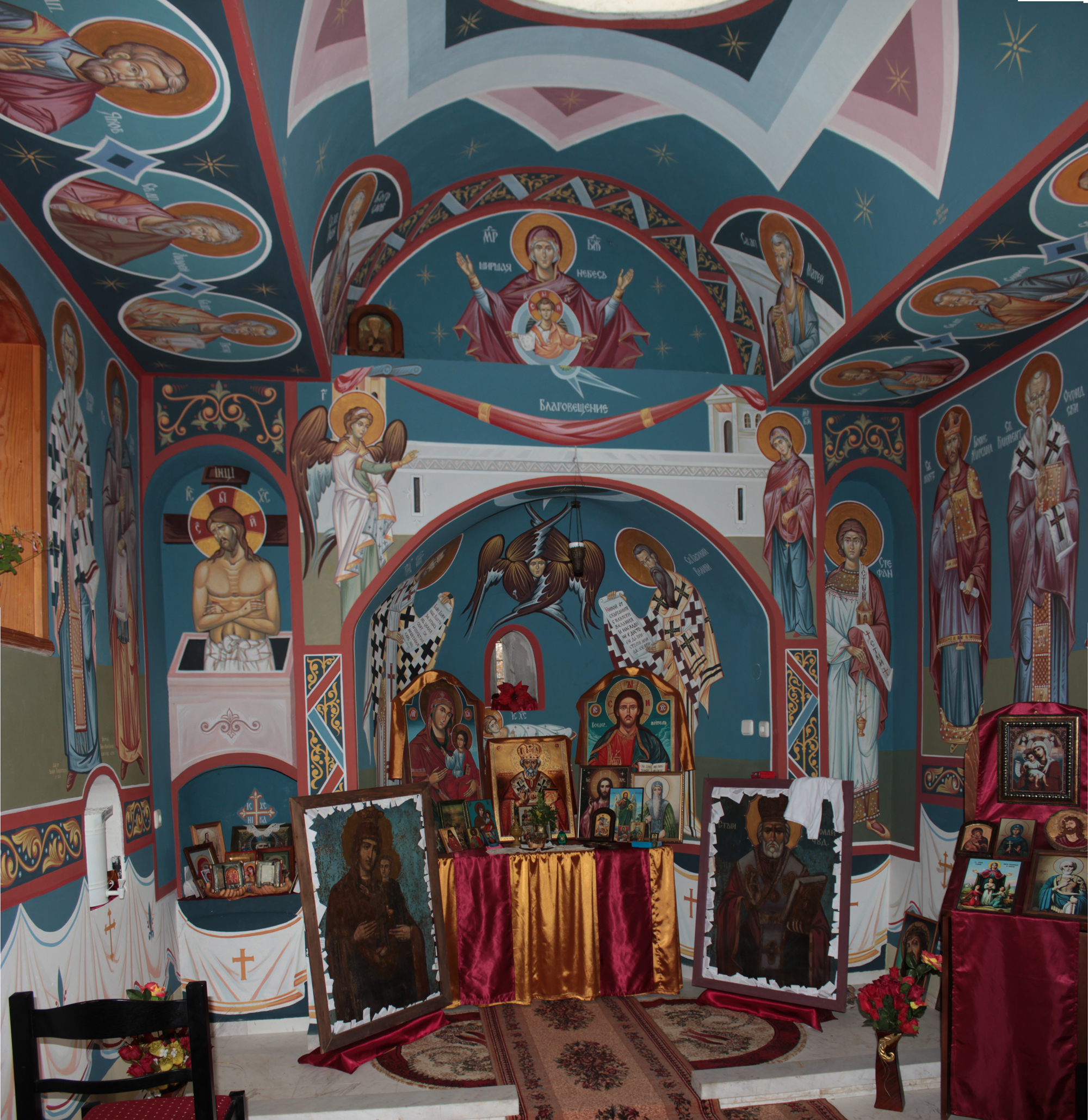
A kápolna belseje

## Hagyományos megélhetés
A közelmúltig elterjedt volt a borászat és a háztáji bortermelés, pálinkakészítés így a házi szőlő- és szilvapálinka előállítás, valamint a tejtermékek készítése.